# Josef Zajíc (politik)
Josef Zajíc (28. května 1892 Nová Telib – 1984 Praha) byl československý politik, meziválečný poslanec Národního shromáždění za Republikánskou stranu zemědělského a malorolnického lidu (agrárníky) a organizátor agrární strany na Podkarpatské Rusi.

## Biografie
S manželkou Miladou, rozenou Bartůňkovou měl dceru Miladu a syna Ivana. Od roku 1919 byl tajemníkem republikánské strany v Mladé Boleslavi. V roce 1924 se stal delegátem na Podkarpatské Rusi, v roce 1928 členem zemského výboru Podkarpatské Rusi. Jeho příchod na Podkarpatskou Rus souvisel s neuspokojivými výsledky agrární strany v doplňovacích voleb do Národního shromáždění na Podkarpatské Rusi roku 1924. Pod vlivem volebního neúspěchu vyslalo vedení agrární strany Zajíce v srpnu 1924 na post vedoucího tajemníka na Podkarpatsku, tehdy tajemníka okresního sekretariátu v Mladé Boleslavi. Nejprve se usídlil v Mukačevu. V roce 1925 se přestěhoval do Užhorodu. Díky svým organizačním schopnostem se mu brzy podařilo uvést do činnosti síť regionálních odboček agrární strany. Do řad agrární strany získal významné místní osobnosti jako Augustin Štefan, Vasil Ščerecký, Edmund Bačinský, Konstantin Hrabar nebo Pavel Kossey.
Byl také redaktorem časopisu Rodný kraj. Profesí byl dle údajů z roku 1935 tajemníkem republikánské strany v Užhorodě.
Zajícova práce vyvrcholila v roce 1929, kdy agrárníci na Podkarpatské Rusi vyhráli volby. V parlamentních volbách v roce 1929 sám získal za agrárníky poslanecké křeslo v Národním shromáždění. Mandát obhájil v parlamentních volbách v roce 1935. Poslanecký post si oficiálně podržel do 20. ledna 1939, kdy zanikl v důsledku rozpuštění politických stran na Podkarpatské Rusi. Jako poslanec trávil většinu pracovního týdne v Praze. Každé pondělí ale úřadoval ve své kanceláři v Užhorodě, kde přijímal místní občany i deputace.
V souvislosti s hospodářskou krizí se podílel i na národohospodářském plánování regionu. V prosinci 1934 byl díky jeho iniciativě ustaven Národohospodářský svaz Podkarpatské Rusi. Ten podporoval zavádění nových plemen skotu, šíření umělých hnojiv, modernizaci vinařství na Berehovsku a ovocných skladišť na Ťačevsku. V regionu Iršavy byla rozšířená těžba kaolinu, u Vyškova nad Tisou začala těžba hnědého uhlí. Národohospodářský svaz se angažoval i v rozvoji turistiky. V období 1936–1938 vyrostlo na Podkarpatské Rusi 12 turistických chat.
Jeho působení na Podkarpatské Rusi skončilo v roce 1938. V listopadu 1938 se vrátil i s rodinou z Užhorodu do Prahy. Zde do roku 1948 vedl obchod se zeleninou a ovocem. Po roce 1948 pracoval jako nájemce usedlosti v Roztokách u Prahy. Pak byl až do 70. 20. století zaměstnancem Vltavské vodohospodářské služby a Pražského stavebního podniku.